# Milojko Lešjanin
Milojko Lešjanin (cirílico serbio: Милојко Лешјанин) fue un militar y político serbio. Fue ministro del Ejército y jefe del Estado Mayor serbio en varias ocasiones en las décadas de 1870 y 1880. Como comandante de cuerpo y ejército participó en las guerras contra turcos otomanos y búlgaros en 1876-1885. Dirigió las tropas serbias en la conquista de Niš en 1877 (junto con Jovan Belimarković) y en el bloqueo de Vidin en 1885. También fue Jefe de la Academia Militar de Serbia durante varias ocasiones en las décadas de 1860 y 1880.

## Biografía

### Educación y carrera docente
Hijo de un comerciante de Lešje (cerca de Paraćin), Lešjanin se alistó en las Fuerzas Armadas del Principado de Serbia en 1849. Se graduó en la Escuela de Artillería (moderna Academia Militar) de Belgrado como teniente ingeniero, y más tarde completó un curso de tres años en la Escuela Prusiana de Estado Mayor de Berlín y una pasantía de un año en el Estado Mayor prusiano.
Tras regresar a su patria, fue profesor durante mucho tiempo (entre 1859 y 1880, de forma intermitente) en la Escuela de Artillería, y ocupó tres veces (1865-1868, 1874-1875, junio-noviembre de 1880) el cargo de Jefe de la misma. En 1870 (ya con el grado de mayor) volvió a formar parte del Estado Mayor prusiano, esta vez como observador de los combates en la guerra franco-prusiana. Fue testigo de los asedios de Metz y Estrasburgo.

### Carrera militar
En 1862, durante el bombardeo de Belgrado por los turcos otomanos, Lešjanin comandó una sección de la defensa y fue ascendido al grado de teniente. Al comienzo de la Primera Guerra Turco-Serbia, en el verano de 1876, Lešjanin (ascendido al rango de coronel el año anterior) comandaba el ejército Timok, que pretendía invadir el noroeste de la Bulgaria otomana y sublevar a los búlgaros. Su intento de llevar a cabo esta tarea fue frustrado por los turcos; Lešjanin cedió entonces el mando al general del Ejército Imperial Ruso Mikhail Chernyayev. En Veliki Izvor, Lešjanin dirigió el destacamento Zaječar en el flanco izquierdo de las tropas serbias. La batalla se saldó con la derrota de los serbios, que pronto se vieron obligados a abandonar Zaječar en manos de los turcos.
Durante la Segunda Guerra serbo-turca, en el invierno de 1877-1878, el coronel Lešjanin fue comandante del Cuerpo Morava (16.715 soldados y 46 cañones), avanzó por ambas orillas del Morava meridional y participó en las operaciones (29 de diciembre de 1877 - 11 de enero de 1878) que condujeron a la toma de Niš. Tras este éxito, a Lešjanin se le confió el mando conjunto de los cuerpos de Morava y Timok para tomar Pristina. No pudo llevar a cabo esta tarea debido al infructuoso asalto a las posiciones turco-albanesas cerca de Samokovo. En febrero de 1878 fue enviado especial del príncipe Milan Obernović al cuartel general ruso de San Stefano (actual Yeşilköy) para las negociaciones que desembocaron en el Tratado de San Stefano, desfavorable para Serbia.
A su regreso de San Stefano, Lešjanin fue ascendido al rango de general. Comandó el Cuerpo Timok, y en 1879-1880 y 1882-1885 fue Jefe del Estado Mayor serbio, y en 1883-1884 fue también comandante del ejército activo. En la guerra serbo-búlgara de noviembre de 1885, el general Lešjanin dirigió el ejército de Timok durante el infructuoso asedio de Vidin. Tras la guerra, Lešjanin asumió la jefatura del Estado Mayor por tercera vez, en 1886-1888; después, abandonó el Real Ejército Serbio y entró en política.
En 1888 sustituyó a Đorđe Simić como presidente de la Cruz Roja de Serbia. Su mandato duró de 1888 a 1896, cuando le sucedió el general Jovan Mišković.

### Carrera política
Lešjanin fue ministro del Ejército por primera vez en 1873, cuando entró en el Gobierno liberal presidido por Jovan Ristić. De 1880 a 1882 ocupó el mismo cargo en el gobierno progresista de Milan Piroćanac. Tras su destitución, participó en la redacción de la Constitución de 1888 y en los trabajos del Parlamento (en representación del Partido Liberal) a principios de la década de 1890.